# San Mateo Ixtatán
San Mateo Ixtatán est une ville du Guatemala dans le département de Huehuetenango.